# Chorinaeus mongolicus
Chorinaeus mongolicus är en stekelart som beskrevs av Kusigemati 1984. Chorinaeus mongolicus ingår i släktet Chorinaeus och familjen brokparasitsteklar. Inga underarter finns listade i Catalogue of Life.